# Silvestre Sangenís
Silvestre Sangenís fou un organista, músic i professor de Castelló d'Empúries entre els segles XVIII i XIX.
Va obtenir la plaça del Benefici de Santa Caterina, juntament amb altres com ara Damià Pasteller i Casanovas, el sotsxandre de la basílica Miquel Agramont i Ramon Frigola. Hi va renunciar l'any 1801 per causes desconegudes.